# Marguerite Bastien
Pour les articles homonymes, voir Bastien.
Marguerite Bastien, née le 15 mai 1950 à Anderlecht, est une femme politique belge d'extrême droite.

## Biographie
Licenciée en droit en 1973 à l’Université Libre de Bruxelles avec distinction. Elle effectue ses stages en tant qu’avocate et bénévole auprès des magistrats. Elle a été magistrate au Parquet de Bruxelles, puis au Tribunal du travail et enfin à la Cour du travail. Elle a été nommée magistrat par Philippe Moureaux, elle sera ainsi temporairement membre du parti libéral, puis s’est rapprochée de Jean Gol dont elle fut une intime et conseillère.
Elle a rédigé de nombreux textes pour le PRL. Elle est en connue pour ses positions « musclées » en matière de sécurité sociale et d’immigration, positions qu’elle laissait aisément deviner au-travers de ses jugements comme magistrat du travail.

## Député en 1995
Elle est élue députée fédérale sur la liste Front national (FN) pour la circonscription de Bruxelles-Hal-Vilvoorde en 1995, quelques mois après sont adhésion. Elle est, alors, l’un des deux députés occupant les sièges FN au Parlement fédéral. Elle est également l’une des dix-huit femmes élues en 1995 à la Chambre.
Son élection marque une vraie progression dans l’historique électoral du FNB puisqu’il « double largement son résultat de 1991 ». Le Front national régressera dans les législatives de 1999 et perdra son électorat en faveur du nouveau parti de Marguerite Bastien. De deux sièges au Parlement fédéral et en l’espace de 4 ans, le FNB en perdra un. Le mandat subsistant revient à Daniel Féret, président du parti.

## Exclusion du FN belge et fondation de son parti
Quelques mois plus tard elle est exclue du FN, d’autres le sont également, elle fonda le Front nouveau de Belgique (FNB) en 1996. Ce fait entraîne un affaiblissement du FN. Et cela apparaît dans les chiffres en faveur du FN entre 1995 et 1999, lors de cette dernière année, le FN perd une partie de son électorat ce qui entraîne donc la perte de sièges.
En effet, plusieurs séparations ont lieu. Marguerite Bastien décide de fonder, avec d’autres élus dissidents du FN, un nouveau « Front national », le FN-bis, une formation monarchiste et belgicaine. La conférence des présidents de groupe de la Chambre prohibe l’emploi de cette même dénomination. Marguerite Bastien requalifie alors le parti de « Front nouveau de Belgique » (FNB), dont elle en est la présidente. Elle attire d’anciennes figures du paysage politique belge ayant une position très à droite, comme Roger Nols ou encore Daniel Noël de Burlin.
Le Front nouveau belge est vu comme la représentation d’une « droite populaire » dans la mesure où le parti s’adresse aux classes populaires, aux ouvriers et chômeurs. Sans réellement avoir un programme déterminé et une idéologie clairement exprimée, le FNB attire les électeurs en ce qu’il tente, voire réussit, de capitaliser sur la crise que traversait la Belgique alors. Marguerite Bastien incarne et préside un parti qui vient répondre aux questions d’un « électorat sans parti ».
Lors des élections de juin 1999 et octobre 2000, ce parti présente des listes à Bruxelles et en Wallonie.

### Les conseils de région et de communauté
Au Conseil de la Région de Bruxelles-Capitale, Marguerite Bastien, présidente du Front nouveau de Belgique et tête de liste, récolte 3 103 voix de préférence et est élue conseillère régionale en 1999. Elle occupe alors le siège du FNB. Ce dernier est en concurrence avec le FN. Marguerite Bastien par ses discours aux Bruxellois critique la politique menée par son ancien parti et les met également « en garde contre la tentation » de voter pour les nationalistes flamands qui profiteraient du « ras-le-bol » francophone pour recueillir des voix et in fine « éclater la Belgique ».
En 1999, elle est élue sur une liste Front nouveau de Belgique au Parlement de la Région de Bruxelles-Capitale.

### Au niveau du parlement européen
10 sièges, parmi les 25 pour les parlementaires élus par la Belgique, sont pour le collège électoral français. Lors des élections européennes de 1999, ce sont le Front national et le Front nouveau de Belgique qui présentent des listes dans le collège électoral français. Marguerite Bastien récolte à ce moment 9 669 voix de préférence.
En fin 2002, Marguerite Bastien démissionne de ses fonctions au FNB et est remplacée à la tête de son parti par François-Xavier Robert.

## L’affaire des tracts racistes - sa condamnation
Des tracts émanant du FNB ont été distribués dans les boîtes aux lettres, suscitant l’attention de diverses organisations antiracistes telles que le Centre pour l’égalité des chances et la lutte contre le racisme (CECLR), le Mouvement contre le racisme, l’antisémitisme et la xénophobie (MRAX), ainsi que la Ligue des droits de l’homme (LDH).
En réaction, ces organisations ont entrepris de poursuivre en justice l’éditrice responsable des tracts, identifiée comme Joëlle B. Cependant, au cours de l’enquête, des éléments ont émergé indiquant que l’ex-présidente du FNB, Marguerite Bastien, aurait manipulé la situation. Elle aurait abusé de la confiance de Joëlle B., une personne en situation d’exclusion sociale, en se présentant comme une bienfaitrice prête à résoudre ses problèmes personnels. Cette dernière, sans méfiance, aurait ainsi été utilisée comme prête-nom par Marguerite Bastien, qui aurait apposé son nom sur les tracts incriminés ainsi que sur plusieurs éditions du mensuel du FNB, le « Bastion » (dans ce mensuel, Bastien n’hésite pas à revendiquer la préférence nationale et de dénoncer la « chasse-au-Belge »).
Des témoignages recueillis auprès d’anciens membres du FNB ont également soulevé la pratique courante au sein du parti consistant à utiliser des personnes vulnérables comme prête-nom pour éviter des poursuites judiciaires.   
À la suite de ces révélations, le CECLR, le MRAX et la LDH ont choisi de ne pas poursuivre Joëlle B., reconnaissant qu’elle avait été manipulée dans cette affaire.  
L’affaire judiciaire impliquant Marguerite Bastien, alors présidente du Front national belge, s’ouvre en 2003. Les appels et les reports d’audience se sont multipliés dans le cadre de cette action en justice. La partie poursuivie a recouru à divers moyens de procédure pour éviter de devoir répondre sur le fond du dossier.
En 2003, l’Assemblée lève son immunité parlementaire, à la requête de la justice, à la suite d’une plainte du MRAX pour diffusion de tracts racistes.
Un exemple illustratif est la Cour d’appel de Bruxelles, siégeant en matière correctionnelle, qui a été confrontée, le 28 novembre 2007, à une querelle de procédure initiée par Marguerite Bastien. L’appelante soutient qu’elle devrait être jugée en néerlandais, ce à quoi le tribunal correctionnel a refusé de consentir. Le jugement final a été rendu six ans après le commencement de l’affaire. Elle oppose Marguerite Bastien au CECLR, au MRAX et à la Ligue des Droits de l’Homme. Le Front national belge est accusé d’avoir propagé des idées discriminatoires, notamment en prônant un traitement différencié entre les Belges et les personnes d’origine étrangère, y compris l’exclusion des immigrés du système de sécurité sociale, entre autres assertions.
Les accusations portent sur la violation de la loi du 30 juillet 1981, qui vise à réprimer certains actes inspirés par le racisme, notamment l’incitation à la haine et à la discrimination raciale à travers divers écrits publiés dans la revue du parti FNB.   
Marguerite Bastien invoque l’article 10 de la Convention européenne des droits de l’homme, garantissant la liberté d’expression ainsi que le droit de recevoir ou de communiquer des informations ou des idées sans ingérence des autorités publiques pour se défendre.
Cependant, le tribunal correctionnel de Bruxelles rejette cet argument, soulignant que l’exercice de ces libertés implique des devoirs et des responsabilités, et peut donc être limité ou sanctionné conformément à la loi.  
La décision du tribunal est interprétée comme renforçant la jurisprudence dans la lutte contre le racisme organisé, envoyant un signal selon lequel la justice ne tolère pas les discours racistes. À l’issue de l’affaire, Marguerite Bastien est condamnée en 2009 à six mois de prison avec sursis. Les parties civiles, quant à elles, ont reçu une indemnisation d’un euro symbolique. Elle fait appel mais l’affaire ne peut être jugée par la justice. Le dossier a en effet disparu dans l’incendie du greffe correctionnel de la Cour d’Appel, en janvier 2012. Le Parquet Général s’est dès lors vu obligé de demander le report sine die de la cause.
Marguerite Bastien était confrontée à la justice à d'autres occasions. Notamment, lorsqu’elle demande la suspension d’actes de la RTBF qui lui interdisent, ainsi qu’à son parti, de participer à des débats sur cette même chaîne. À la suite de cette demande, le Conseil d’État, en sa section du contentieux administratif, statue le 9 juin 1999 en faveur de la RTBF et rejette la demande de suspension avec astreintes d’extrême urgence. De plus, le Conseil d’État décide d’imposer à la requérante une somme de 7 000 francs.
Marguerite Bastien a dans l’intervalle quitté la politique et s’est domiciliée en Flandre.

## Littérature
- Elisabeth Carter, The Extreme Right in Western Europe: Success Or Failure?, Manchester University Press, Manchester, 2005
- Pascal Delwit e. aN (edit.), L'Extrême droite en France et en Belgique, Brussel, 2008.
- David Art, Inside the radical right, Cambridge, New York, 2011.

### Jurisprudence
C.E. (13e ch. réf.), 9 juin 1999, n°80.787, Bastien.

### Contributions et articles
ALALUF, M., « L’émergence du Front national en Belgique est plus redevable aux circonstances qu’à son programme »,  L’extrême droite en France et en Belgique, P. Delwit, J.-M. De Waele et A. Rea (dir.), Bruxelles, Complexe, 1998, p. 101 à 109.
Belga, « Marguerite Bastien ex-égérie d’extrême droite condamnée », RTBF Belgique, 27 novembre 2009, disponible sur https://www.rtbf.be/article/marguerite-bastien-ex-egerie-d-extreme-droite-condamnee-5043513, consulté le 1er mai 2024.
DELWIT, P., « L’extrême droite en Belgique francophone : (non)positionnements institutionnels et implantations électorales », Fédéralisme et Régionalisme, 2001/2002, p. 1 à 9, disponible sur https://popups.uliege.be/1374-3864/.
DELWIT, P., DE WAELE, J.-M. et REA, A., « Les étapes de l’extrême droite en Belgique », L’extrême droite en France et en Belgique, Bruxelles, Complexe, 1998, p. 57 à 83.
FANIEL, J., « L’extrême droite après les scrutins de 1999-2000. Représentation électorale et implantation. », CRISP, 2001, p. 5 à 65.
HAELSTERMAN, W. et ABRAMOWICZ, M., « La représentation électorale des partis d’extrême droite », CRISP, 1997, p. 1 à 55.

HOVINE, A., « Éditrice responsable, sans le savoir… », La Libre Belgique, 30 septembre 2003, disponible sur https://www.lalibre.be/belgique/2003/10/01/editrice-responsable-sans-le-savoir, consulté le 5 mai 2024.